# 云南能源职业技术学院
云南能源职业技术学院，是位于中国云南省曲靖市麒麟北路的一所全日制公办高等职业技术学院。

## 概述
1978年，云南省革委会批准在云南省曲靖市建立云南省煤炭工业学校，1980年开始招收两年制高中后中专学生。1990年，云南省煤炭工业学院开始招收四年制初中后中专生。1998年，经云南省人民政府办学水平评估，被确定为省（部）级重点中专。2000年12月，更名为云南省工程技术学校。2002年10月，由云南省工程技术学校、云南省煤炭基本建设公司技工学校、云南省广播电视大学煤炭分校合并组建全日制公办的高等职业技术学院云南能源职业技术学院。。
学院设有资源与环境工程系、机械与电气工程系、计算机与信息工程系、经济与工商管理部、人文与社会科学系（基础课教学部）及思想政治理论课教学部等6个系（部）。